# Битва под Перевитском
Битва под Перевитском — битва, произошедшая весной 1385 года, в котором войско Рязанского княжества под предводительством Олега Рязанского разбило московское войско, возглавляемое Владимиром Андреевичем Храбрым. 
Битва произошла под городом Перевитск, который в то время относился к Рязанской земле (княжеству).

## История
В 1381 году, через год после Куликовской битвы, в которой Олег Рязанский не принял участие, усилившаяся Москва заключила с Рязанью новый мирный договор, в котором заставила последнюю уступить ей ряд городов. В 1382 году Олег Рязанский, согласно версии московских летописцев, пропустил через своё княжество войско Тохтамыша, которое разорило Москву. В ответ Дмитрий Донской в том же году совершил поход на Рязань и предал её опустошению. В марте 1385 года Олег внезапно напал на Великое княжество Московское и захватил Коломну, которая до 1301 года была рязанским уделом. Москва собрала сильное войско под командованием князя Владимира Андреевича Храброго. Чувствуя, что Коломну не удержать, Олег отошёл к Перевитску, хорошо укрепленной рязанской крепости на границе княжества. В битве, которая произошла под Перевитском между рязанцами и подошедшими москвичами, победа оказалась на стороне первых. Согласно Никоновской летописи, «на том бою убиша многих бояр московьских и лутчих мужей новгородских и переславльских». Дмитрий Донской запросил мира, предлагая выкуп за многочисленных пленных. Олег Рязанский требовал от Дмитрия территориальных уступок. Позже при посредничестве Сергия Радонежского обе стороны договорились о «вечном мире», который держался вплоть до XVI века. Неизвестно, был ли заключён договор между Олегом Ивановичем и Димитрием Ивановичем, но во всяком случае до конца жизни Олега Ивановича между ним и Москвой не было новых столкновений. В 1387 году союз был ещё более скреплён родственными отношениями: сын Олега Федор женился на Софье, дочери Донского.